# موسسه ملی آمار فنلاند

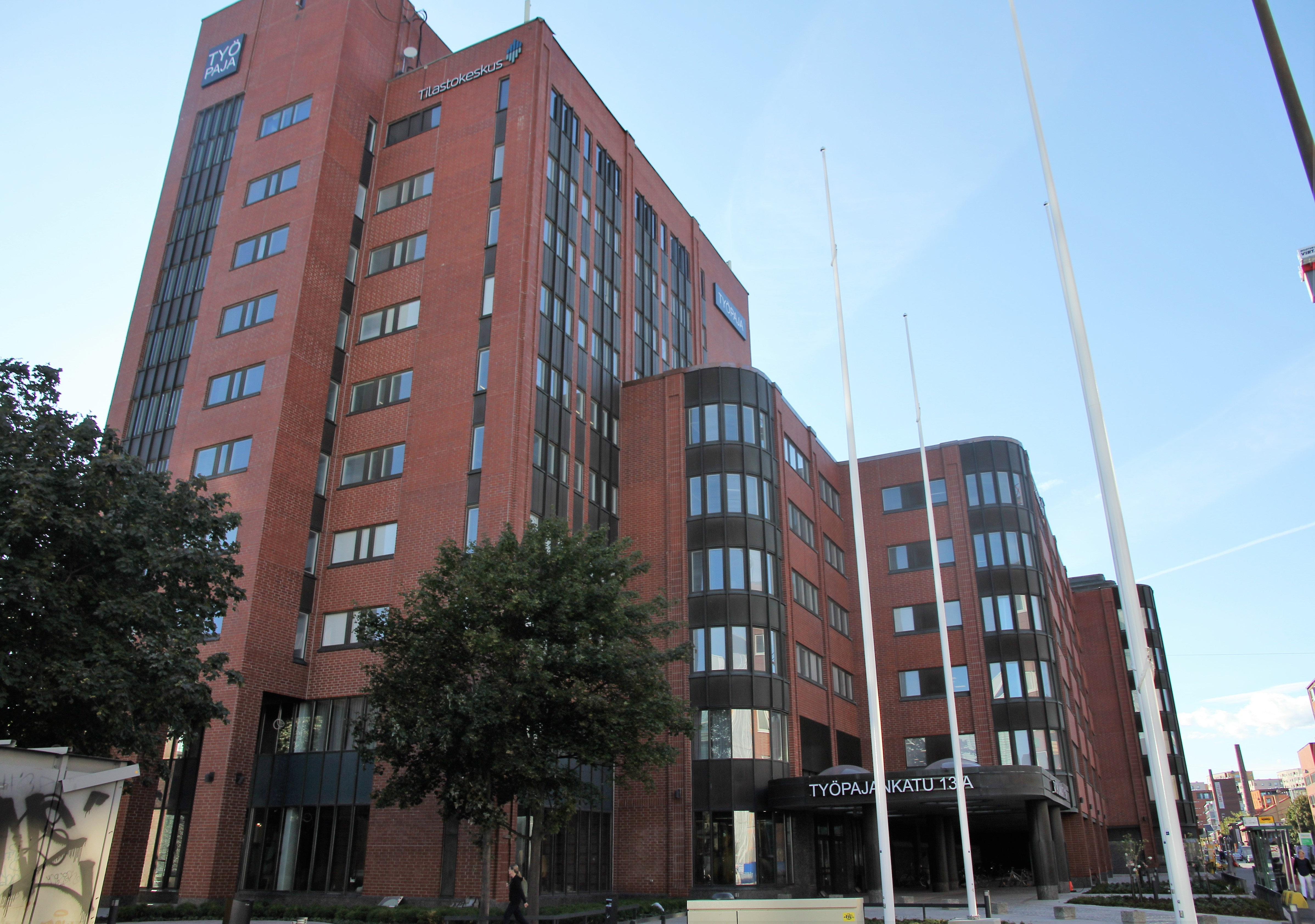
ساختمان اصلی موسسه ملی آمار فنلاند در کالاساتاما، هلسینکی

آمار فنلاند (فنلاندی: Tilastokeskus , سوئدی: Statistikcentralen) یا مؤسسه ملی آمار فنلاند، یک سازمان دولتی در فنلاند است که در سال ۱۸۶۵ برای خدمت به عنوان خدمات اطلاعاتی و ارائه آمار و تخصص در علوم آماری تأسیس شد. این موسسه بیش از ۸۰۰ کارشناس در زمینه‌های مختلف در اختیار دارد.